# マルクス・ヘルナー
マルクス・ヘルナー（Marcus Hellner、1985年11月25日 - ）はスウェーデン、ヴェストラ・イェータランド県ショーヴデ市Lerdala出身のクロスカントリースキー選手。

## プロフィール
ヘルナーはイェリヴァーレのGällivare Skidalliansでスキーを始めた。
2004年のノルディックスキージュニア世界選手権に出場するも30km29位、10km26位、スプリント21位に終わる。
2006年のU23選手権スプリントで銅メダルを獲得、同年3月にクロスカントリースキー・ワールドカップにデビューした。
2006-2007シーズンのツール・ド・スキーではステージレースのスプリント第2戦で5位となった。2007年ノルディックスキー世界選手権代表に抜擢され、15km8位入賞、リレーでは銅メダル獲得メンバーとなった。
2007-2008シーズンはデュッセルドルフで行われたチームスプリントでエミル・ヨンソンと組み初のワールドカップ表彰台となる3位となった。総合では53位となった。
2008年11月22日に地元Gällivareで行われた15kmのレースでワールドカップ初勝利をあげた。2009年ノルディックスキー世界選手権では30km19位個人スプリント5位入賞、50km27位、リレー6位の成績を残し、ワールドカップ総合は21位に躍進した。
2010年のバンクーバーオリンピックでは15kmで4位入賞、チームスプリント15位、50km22位、30kmパシュートと4×10kmリレーで金メダルを獲得する活躍を見せた。ワールドカップ総合では自己最高の3位となった。
2011年11月20日にGällivareで行われた15kmのレースでワールドカップ2勝目、2013年現在、通算ではこの2勝のみである。2011年ノルディックスキー世界選手権では個人スプリントで金メダル、4×10kmリレーでは銀メダルを獲得、30kmパシュートでは6位入賞を果たした。15kmは34位、50kmは15位だった。2010-2011シーズンのワールドカップ総合は7位となった。
2011-2012シーズンのツール・ド・スキーは総合2位、ワールドカップ総合では4位となった。
2013年ノルディックスキー世界選手権ではチームスプリントと4×10kmリレーで銀メダルを獲得、スキーアスロン8位、15kmは17位、50kmは29位だった。ワールドカップ総合は9位だった。
2010年にSvenska Dagbladet Gold Medal、2011年と2012年にスウェーデンスポーツマン・オブ・ザ・イヤーを受賞した。